# Andongrejo (Tempurejo)
Andongrejo is een bestuurslaag in het regentschap Jember van de provincie Oost-Java, Indonesië. Andongrejo telt 5178 inwoners (volkstelling 2010).